# Борец (Воден)
Вижте пояснителната страница за други значения на Борец.
„Борец“ (изписване до 1945 година: Борецъ) е хектографски вестник, седмичник на Вътрешната македоно-одринска революционна организация, издаван във Воден.
Списван е от Кирил Пърличев и Христо Нейков, а е печатан нелегално в дома на Вангел Занешев. Издадени са поне 11 броя от вестника.